# San Alberto (Paraguai)
San Alberto é um distrito do Paraguai localizado no departamento de Alto Paraná. Está Localizado sobre a ruta da Salto del Guaira, km 80.

## Transporte
O município de San Alberto é servido pela seguinte rodovia:
- Supercarretera Itaipu que liga Ciudad del Este à Ruta 10 no Departamento de Canindeyú. [1][2][3]